# 東北サラブレッド大賞典
東北サラブレッド大賞典（とうほくサラブレッドだいしょうてん）は東北地方（岩手県、山形県、新潟県）で持ち回りで行われていた競馬の重賞競走（平地競走）である。

## 概要
1979年に創設。岩手県競馬組合、山形県上山市、新潟県競馬組合の三者による交流競走で、毎年持ち回りで行われた。
出走条件は上記三者の所属馬で、馬齢はサラブレッド系3歳以上。
持ち回りのため距離は毎年異なるが、1997年には前年に移転した盛岡競馬場が芝コースを設置したことから芝コースでの開催となった。
同様の趣旨の競走にアラブ系による東北アラブチャンピオン、サラブレッド系3歳馬による東北優駿（新潟開催時は東北ダービーの名称で行われた）も行われていたが、2002年に新潟県競馬組合の新潟競馬場・三条競馬場が、2003年に上山競馬場がともに廃止となったため2002年に消滅した。
優勝賞金は最終年の2002年は800万円であったが、長らく1000万円で争われた。

## 歴代優勝馬
| 回数   | 施行日         | 競馬場 | 距離    | 優勝馬           | 性齢 | 所属 | タイム    | 優勝騎手   | 管理調教師 |
| ------ | -------------- | ------ | ------- | ---------------- | ---- | ---- | --------- | ---------- | ---------- |
| 第1回  | 1979年9月30日  | 水沢   | D2500m  | カーネルテンザン | 牡8  | 上山 | 2分48秒9  | 佐藤庄一郎 | 横山崇司   |
| 第2回  | 1980年9月14日  | 上山   | D2300m  | スリーパレード   | 牡9  | 岩手 | 2分32秒9  | 千田知幸   | 村上初男   |
| 第3回  | 1981年9月23日  | 新潟   | D2280m  | アポロチヤイナ   | 牡8  | 上山 | 2分29秒1  | 野元栄二   | 佐藤栄一   |
| 第4回  | 1982年9月26日  | 水沢   | D2000m  | トウケイホープ   | 牡7  | 岩手 | 2分12秒1  | 千葉次男   | 千葉忠一   |
| 第5回  | 1983年10月2日  | 上山   | D2300m  | テルノエイト     | 牡8  | 岩手 | 2分31秒7  | 佐藤浩一   | 志村文雄   |
| 第6回  | 1984年10月10日 | 新潟   | D2280m  | アジヤストメント | 牡7  | 新潟 | 2分28秒8  | 津野総夫   | 向山勝     |
| 第7回  | 1985年9月22日  | 水沢   | D2000m  | イチコウハヤタケ | 牡6  | 新潟 | 2分09秒6  | 大枝幹也   | 佐藤忠雄   |
| 第8回  | 1986年9月21日  | 上山   | D2300m  | ボールドマツクス | 牡7  | 岩手 | 2分32秒6  | 小竹清一   | 千葉忠一   |
| 第9回  | 1987年10月4日  | 新潟   | D1800m  | ボールドマツクス | 牡8  | 岩手 | 1分54秒9  | 三野宮通   | 千葉忠一   |
| 第10回 | 1988年7月17日  | 水沢   | D2000m  | トウケイフリート | 牡6  | 岩手 | 2分09秒6  | 菅原勲     | 村上実     |
| 第11回 | 1989年9月10日  | 上山   | D2300m  | ダイコウガルダン | 牡5  | 上山 | 2分31秒6  | 須田英之   | 村山博     |
| 第12回 | 1990年9月16日  | 新潟   | D1800m  | スイフトセイダイ | 牡5  | 岩手 | 1分56秒9  | 小竹清一   | 城地藤男   |
| 第13回 | 1991年9月16日  | 水沢   | D2000m  | グレートホープ   | 牡6  | 岩手 | 2分08秒7  | 菅原勲     | 小西重征   |
| 第14回 | 1992年9月8日   | 上山   | D1800m  | グレートホープ   | 牡7  | 岩手 | 1分58秒7  | 菅原勲     | 小西重征   |
| 第15回 | 1993年9月15日  | 新潟   | D1800m  | トウケイニセイ   | 牡7  | 岩手 | 1分55秒2  | 菅原勲     | 小西重征   |
| 第16回 | 1994年8月28日  | 水沢   | D2000m  | トウケイニセイ   | 牡8  | 岩手 | 2分11秒8  | 菅原勲     | 小西重征   |
| 第17回 | 1995年6月25日  | 上山   | D1800m  | トウケイニセイ   | 牡9  | 岩手 | 1分56秒5  | 千田知幸   | 小西重征   |
| 第18回 | 1996年7月7日   | 新潟   | D1800m  | ヘイセイシルバー | 牡9  | 岩手 | 1分53秒8  | 三野宮通   | 村上実     |
| 第19回 | 1997年6月22日  | 盛岡   | 芝2400m | ロイヤルハーバー | 牡8  | 岩手 | 2分29秒0R | 草地保隆   | 遠藤陸夫   |
| 第20回 | 1998年6月21日  | 上山   | D1800m  | ロバリーハート   | 牡6  | 新潟 | 1分58秒1  | 向山牧     | 横山孝四郎 |
| 第21回 | 1999年6月2日   | 新潟   | D1800m  | チェイスチェイス | 牡6  | 新潟 | 1分52秒5  | 向山牧     | 津野総夫   |
| 第22回 | 2000年6月18日  | 盛岡   | D2000m  | ダイワハンニバル | 牡8  | 岩手 | 2分09秒8  | 菅原勲     | 千葉博次   |
| 第23回 | 2001年6月19日  | 上山   | D1800m  | インターフラッグ | 牡8  | 岩手 | 1分53秒8  | 菅原勲     | 櫻田勝男   |
| 第24回 | 2002年6月23日  | 水沢   | D2000m  | バンケーティング | 牡4  | 岩手 | 2分08秒4  | 菅原勲     | 平沢芳三   |

- 2000年以前の優勝馬の馬齢は旧表記を用いる。
- タイム欄のRはコースレコードを示す。